# Bernabé Martí
Bernabé Martí, pseudonimo di Bernabé Martínez Remacha (Villarroya de la Sierra, 14 novembre 1928 – Barcellona, 18 marzo 2022), è stato un tenore spagnolo, marito del soprano Montserrat Caballé e padre del soprano Montserrat Martí.

## Biografia
Ha studiato musica al Conservatorio di Madrid e quindi all'Accademia di Santa Cecilia a Roma, terminando i suoi studi nel 1956.
Il 14 agosto 1964 si è sposato con la collega Montserrat Caballé nel Monastero di Montserrat, con la quale ha lavorato in varie tournée.
Si è ritirato dalle scene per motivi di salute alla fine degli anni settanta.